# Евроюст
Евроюст е орган на Европейския съюз за съдебно сътрудничество. Той има за задача да подобрява координацията между държавните органи за разследване и съдебно преследване в случаи на тежки престъпления с международен елемент.
Евроюст е учреден е през 2002 г. с решение на Съвета на Европейския съюз съгласно чл. 31 (К.3.) от ДЕС, сега (след ХІІ.2009 г.) чл. 85 ДФЕС и не е от основните институции, посочени в чл. 13 ДЕС. Според учредителните договори официалното му наименование е Евроюст (от Европа и Юстиция). Някои български закони го наричат Евроджъст. Седалището му е в Хага.
Колегията на Евроюст се състои от представители на 27-те държави членки – опитни съдии, прокурори или полицаи.
Компетентни за провеждане на разследванията и съдебните процеси са органите на държавите членки. Когато се засягат финансите на Европейския съюз Евроюст може и сам да започва разследвания. За тези случаи на базата на Евроюст в бъдеще с регламент може да бъде създадена Европейска прокуратура.